# ガルガネッリ
ガルガネッリ(Garganelli)は、イタリアのエミリア＝ロマーニャ州の卵入りのパスタである。
平らで正方形の麺を畝状の木板の上で丸めて畝のある円筒形に成形される。形は、両端が尖った畝のある羽根ペンに似ている。
ペンネと非常によく似ているが、ペンネが継ぎ目のない円筒形であるのに対して、ガルガネッリは正方形の角を留めた際の繋ぎ目の部分がはっきり見える点で異なる。
ガルガネッリは、様々なレシピに用いられる。伝統的なアヒルのラグーが添えられることが多く、ボローニャの名物料理である。